# Gubbio
Gubbio è un comune italiano di 30 262 abitanti della provincia di Perugia in Umbria.

## Geografia fisica
Da un punto di vista geologico il territorio Eugubino è stato tra i protagonisti a livello internazionale per le ricerche sul campo di Walter Álvarez riguardo all'estinzione in massa dei dinosauri.

### Territorio
Il territorio comunale è prevalentemente montuoso e collinare, posto all'estremo est della provincia di Perugia, in parte confinante con la provincia di Pesaro-Urbino nelle Marche a nord-est. La città è posizionata alle falde del monte Ingino ed è attraversata dai torrenti Camignano e Cavarello. C'è poi il torrente Assino che «collega la conca di Gubbio con l'alta valle del Tevere, nel quale confluisce sotto Umbertide».
Nel territorio, di rilevante importanza dal punto di vista geologico, è in parte compresa la Serra di Burano, mentre poco più a sud-est è posta l'area del Monte Cucco.

### Clima
L'inverno ha delle variazioni fra il freddo e il mite, con prevalenza di rigido a causa dell'influenza del vicino Appennino e le precipitazioni sono anche di carattere nevoso. L'estate è invece calda ma ventilata, con sporadiche piogge.

## Storia
Le prime forme di insediamento nel territorio eugubino sono da collocarsi già nel paleolitico. Resti di un villaggio di età neolitica sono stati trovati in località San Marco. Nell'età del bronzo un abitato si sviluppò per più secoli sul soprastante monte Ingino; le relative tombe, scoperte limitatamente all'età del bronzo finale, si trovavano nell'area successivamente occupata dal centro.

### Le Tavole eugubine
Gubbio fu una città umbra con il nome di Ikuvium o Iguvium, posta sulle vie di comunicazione tra il Tirreno e l'Adriatico. Testimonianze del periodo umbro sono le Tavole eugubine, scoperte intorno metà del XV secolo e acquistate dal comune nel 1456, costituite da sette tavole in bronzo, in parte redatte in alfabeto umbro e in parte in alfabeto latino, ma sempre in lingua umbra, scoperte nei pressi del Teatro Romano e poi custodite nel museo civico del Palazzo dei Consoli.
L'opera di Giacomo Devoto, con le due edizioni di Tabulae Iguvinae del 1937 e del 1940, ha dato il via a studi sempre più approfonditi nonché all'edizione tascabile del 1977 dello stesso Devoto il cui incipit suona così: «Le Tavole di Gubbio, scoperte nel 1444, sono il più importante testo rituale di tutta l'antichità classica. Non possediamo nulla di simile né in lingua latina né in lingua greca: per trovare paralleli, bisogna ricorrere a letterature del vicino o lontano Oriente».

### Periodo romano
Alleatasi con Roma nel 295 a.C., nel 167 a.C. vi fu custodito Genzio, ultimo re dell'Illiria fatto prigioniero dal pretore Lucio Anicio Gallo.
Gubbio ottenne nell'89 a.C. la cittadinanza romana: fu eletta a municipium e ascritta alla tribù Clustumina.

### Alto medioevo
Invasa dagli Eruli, fu nel 552 distrutta dai Goti di Totila, ma venne ricostruita con due potenti torri difensive dai Bizantini di Narsete, generale di Giustiniano, non più in pianura, ma alle pendici del monte Ingino. Nel corso dell'VIII secolo, Gubbio fu interessata a più riprese dall'espansione dei re longobardi Liutprando, Astolfo e Desiderio nei territori bizantini dell'Italia centrale.

### San Francesco a Gubbio

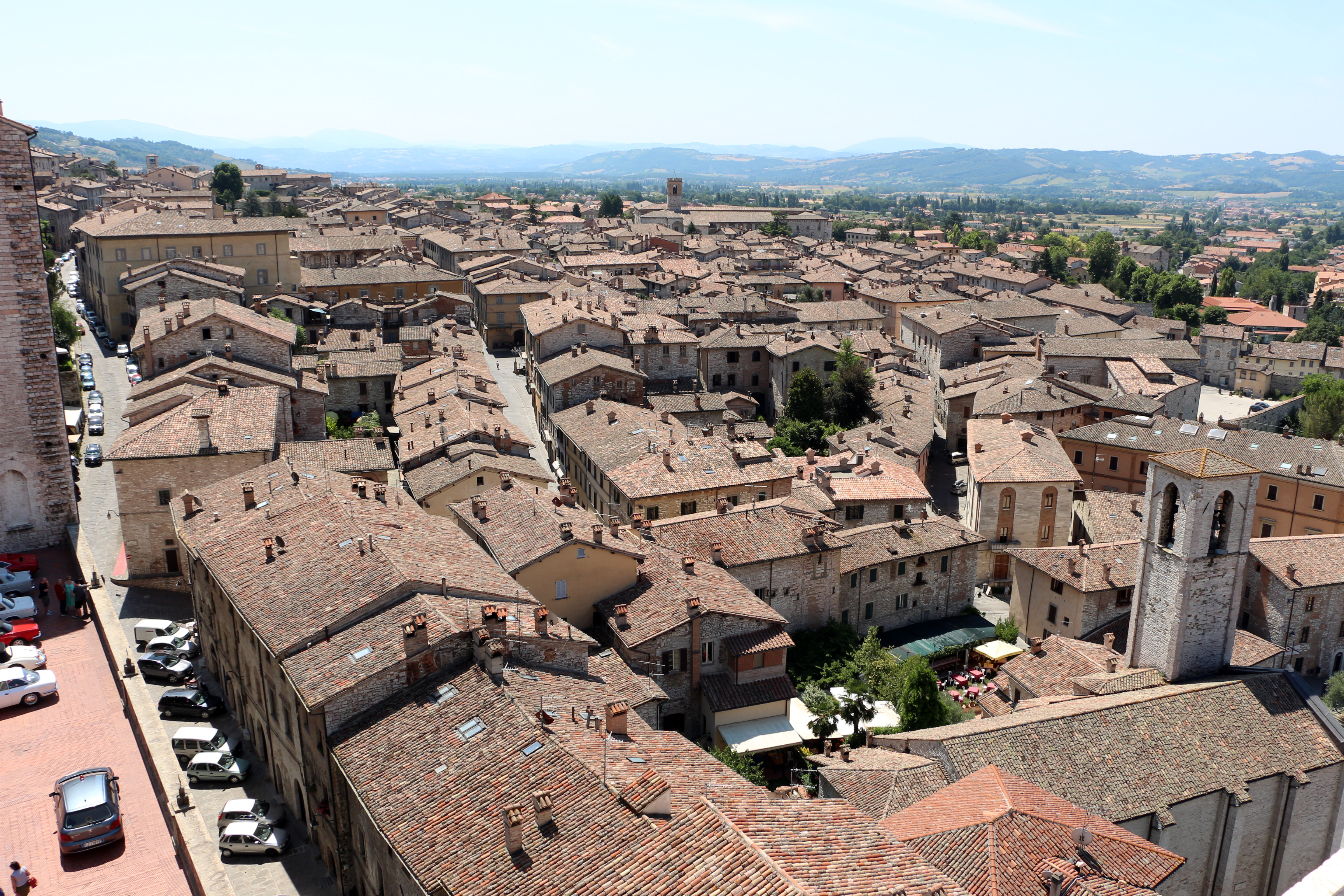
Veduta della città dal campanile del Palazzo dei Consoli

La città di Gubbio è strettamente legata alla storia di san Francesco, in particolar modo a un evento della sua vita citato nel XXI capitolo dei Fioretti di san Francesco, cioè l'incontro con il "lupo" avvenuto nei pressi della chiesa di Santa Maria della Vittoria, detta della Vittorina; l'episodio miracoloso è uno dei più conosciuti al mondo e sulla veridicità storica si è dibattuto a lungo: è possibile che il lupo, o la lupa, sia metafora di un bandito riconciliato con la città da Francesco, ma molti studiosi parlano di un animale vero.
Scrivono le fonti francescane: "Francesco gli fa il segno della santissima croce, e chiamollo a sé e disse così «Vieni qui, frate lupo, io ti comando dalla parte di Cristo che tu non facci male né a me né a persona». Mirabile cosa a dire! Immantanente che santo Francesco ebbe fatta la croce, il lupo terribile chiuse la bocca e ristette di correre; e fatto il comandamento, venne mansuetamente come agnello, e gittossi alli piedi di santo Francesco a giacere."
A Gubbio, Francesco si rifugiò dopo essersi allontanato da Assisi, trovando asilo presso la famiglia degli Spadalonga, e proprio qui avvenne la vera conversione, in quanto l'aver vissuto insieme ai poveri e ai lebbrosi del posto cambiò radicalmente la sua vita. Proprio per questo motivo, la città è attraversata da diversi sentieri percorsi ogni anno da migliaia di pellegrini, tutti nel nome del santo. Uno di questi è chiamato il cammino di Assisi.

### Libero comune

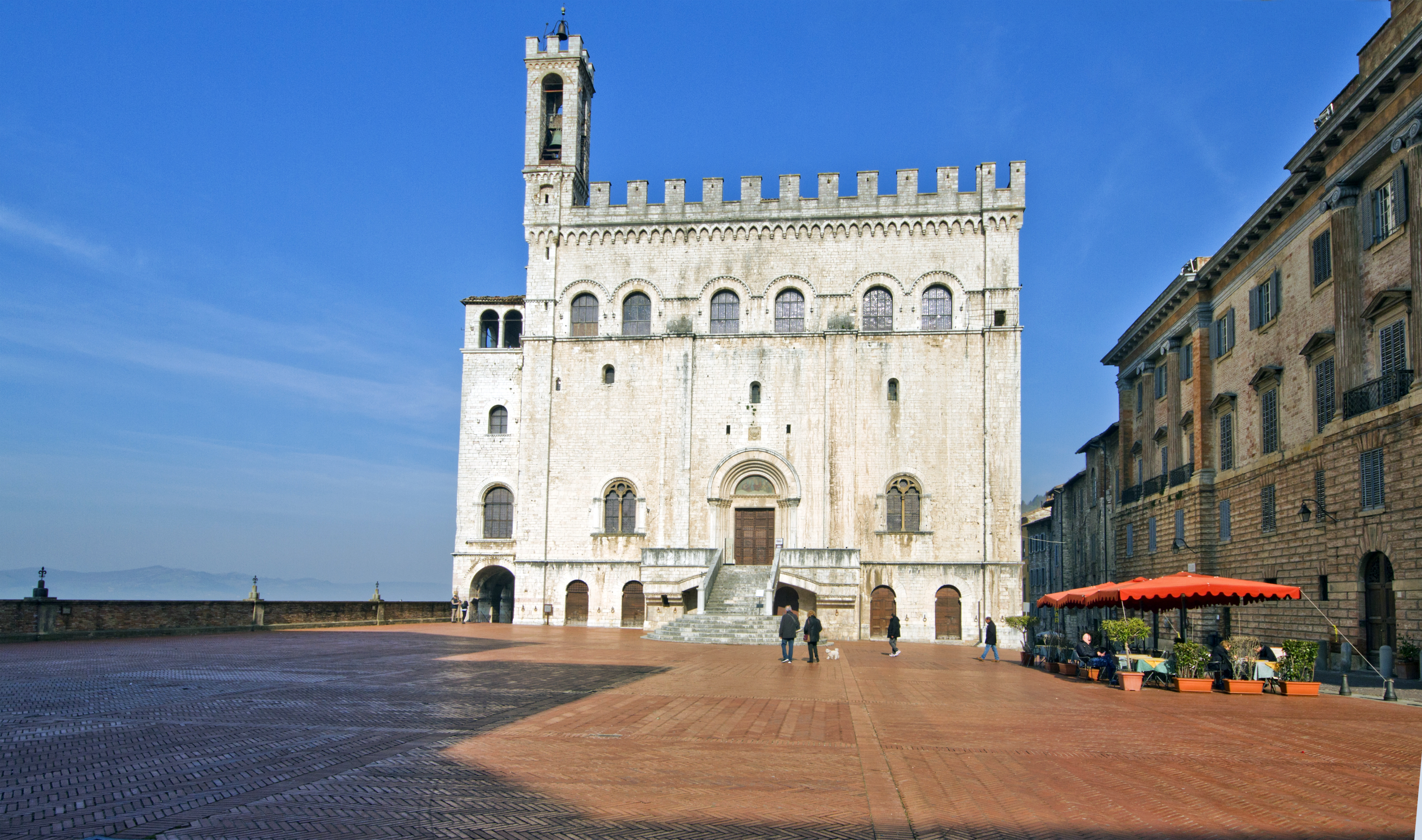
Palazzo dei Consoli

Ceduta alla Chiesa con le donazioni di Pipino il Breve e Carlo Magno, la città, pur assoggettata ai vescovi, si costituì in Libero comune di fazione ghibellina e, nell'XI secolo, iniziò una politica espansionistica. Distrutta Luceoli, posta sulla via Flaminia nei pressi dell'odierna Cantiano, il suo vasto territorio fu inglobato in quello eugubino e, in posizione più strategica, fu fondata Pergola (poi città autonoma dal 1752). La creazione di Pergola fu considerata pericolosa dalla vicina città di Cagli, che già si sentiva minacciata da Gubbio, in quanto gli eugubini avevano ottenuto la concessione imperiale sullo strategico castello di Cantiano, controllando di fatto, agevolmente, i collegamenti sulla via Flaminia; ne nacquero una serie di scontri che coinvolsero, in forza delle alleanze promosse dai cagliesi, anche Perugia. Le continue guerre di confine portarono Gubbio ad avere più di cento castelli sotto il suo dominio ma, nello stesso tempo, ad entrare in forte conflitto con Perugia, allarmata dal suo espansionismo.
Nel 1151 undici città confederate, capeggiate da Perugia, attaccarono Gubbio con l'intento di spazzarla via. La città resse all'urto e il seguente contrattacco portò ad una schiacciante vittoria degli assediati. L'evento fu attribuito all'intervento ritenuto miracoloso di sant'Ubaldo (1080-1160), allora vescovo della città. La potenza militare e commerciale che Gubbio andava sempre più ostentando portò ad altri scontri con Perugia, finché nel 1257 i perugini occuparono parte dei territori eugubini, che furono poi restituiti con il trattato di pace del 1273.
L'intervento del vescovo Ubaldo che portò a sbaragliare le undici città capitanate Perugia «parve miracolosa», è scritto in una guida del Touring Club. In realtà a Gubbio così come a Perugia e in altre città la figura del vescovo aveva assunto, contemporaneamente alle invasioni barbariche e fino all'età precomunale, «il ruolo di difensore della città, caricandosi di competenze civili, oltre che religiose». L'aspetto militare è quindi determinante nella celebre vittoria «riportata nel 1151 dagli Eugubini con a capo il vescovo Ubaldo sulle forze di ben 11 città coalizzate».

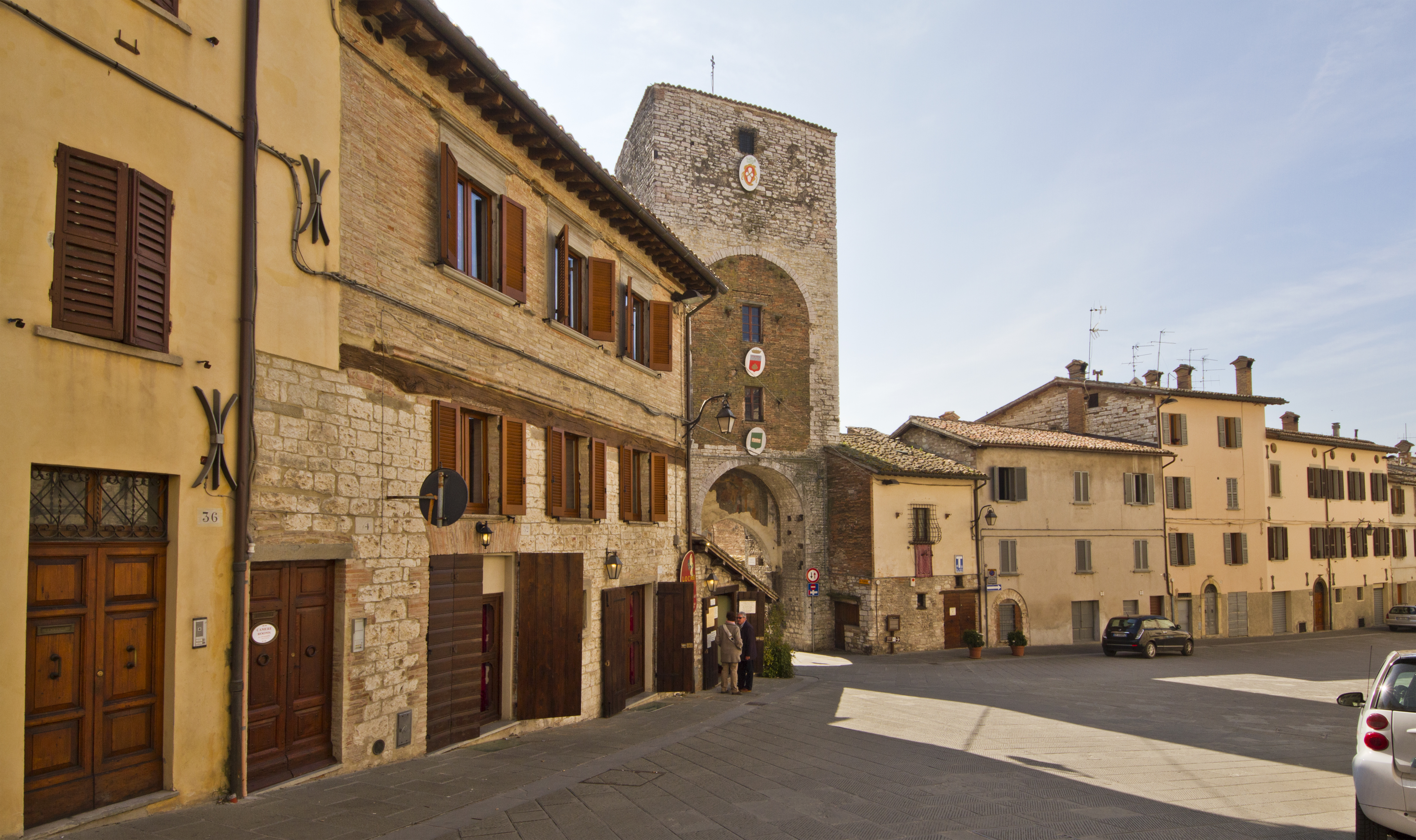
Via Dante Alighieri

Nel XIII secolo Gubbio prosperò in pace, crescendo dal punto di vista sia urbanistico, sia economico, sia demografico. Nel 1263, i guelfi presero il potere, che detennero fino al 1350 tranne brevi parentesi, come quando, il 23 maggio 1300, Gubbio fu occupata dalle truppe ghibelline del conte di Ghiacciolo (Uberto Malatesta) e di Uguccione della Faggiola, rovesciate il 24 giugno successivo, giorno di san Giovanni, dalle milizie di Cante Gabrielli, affluite nella città in festa sotto le spoglie di pellegrini. 
Infine, caduta il 7 agosto 1350 sotto la signoria di Giovanni Gabrielli, nel 1354 fu assediata ed espugnata dal cardinale Albornoz, legato pontificio, che l'assoggettò alla Chiesa concedendo, però, alla città gli antichi privilegi e statuti propri. La pace fu di breve durata poiché il governo pontificio non mantenne le promesse fatte dal cardinale Albornoz: gli eugubini nel 1376 insorsero e instaurarono un autogoverno. La forza dei cittadini veniva dalle loro organizzazioni, le Corporazioni delle Arti, tra le quali quella dei Fabbri fu la madre di tutte le altre in quanto forniva «gli utensili necessari a tante altre»: falegnami, contadini, muratori e lapicidi, artigiani della lana, calzolai, barbieri, macellai, mobilità. Il Breve dei Fabbri di Gubbio (1346) è il più antico dell'Alta Umbria e l'unico consultabile in originale.
Pochi anni dopo, nel 1381, il vescovo Gabriello Gabrielli, appoggiato dal papa, si autoproclamò signore di Agobbio, nome medioevale di Gubbio, provocando la ribellione dei cittadini che, ridotti alla fame, nel 1384 si levarono in armi contro il vescovo. Impossibilitati a resistere al battagliero vescovo, che non voleva perdere il dominio sulla città, gli eugubini si "consegnarono" spontaneamente ai Montefeltro, duchi di Urbino, perdendo così il titolo di libero comune, ma ottenendo un lungo periodo di tranquillità. I Montefeltro, signori amanti dell'arte, restituirono a Gubbio i privilegi e gli ordinamenti civili, la città tornò così a fiorire culturalmente e artisticamente; in quel periodo fu ricostruito il Palazzo dei Consoli. Salvo brevi interruzioni per le signorie dei Malatesta e di Cesare Borgia, la città rimase ai Montefeltro fino al 1508 quando subentrarono, nel dominio della città, i Della Rovere, che lo tennero fino al 1631 quando, con la morte di Francesco Maria II Della Rovere, ultimo erede della casata, tutti i beni e tutti i feudi passarono, come da volontà testamentaria, allo stato pontificio.
Federico, definito «uno di più grandi capitani del suo tempo» alla Storia di Gubbio di Mons. Origene Rogari, aveva combattuto contro Sigismondo Malatesta, acerrimo nemico dei Montefeltro, e lo aveva sconfitto nella Battaglia del Cesano nel 1462. A Gubbio, sua città natale, dove «aveva celebrato il suo primo matrimonio con Gentile Brancaleoni nel 1437», Federico istituisce, contro l'usura, il «Monte di Pietà, uno dei primissimi della benefica opera che il beato Bernardino da Feltre aveva fondato in quegli anni e che avrebbe stroncato l'ignobile furto usuraio».
Vescovo di Gubbio e quindi cardinale, a Gubbio muore Federigo Fregoso, uno dei protagonisti della questione della lingua, preponderante agli inizi del Cinquecento, «prodotto delle riflessioni nate dall'incertezza della norma linguistica nei primi decenni del secolo e dal desiderio di porvi rimedio». Nei Capitoli 28 -39 del Cortegiano di Baldassarre Castiglione si immagina «di riferire certi ragionamenti  tenuti alla corte di Urbino nel 1507: (...). I principali interlocutori sono il Conte Ludovico di Canossa, che interpreta le opinioni del Castiglione, e Federico Fregoso, che sostiene le idee molto affini a quelle del Bembo».

### Regno d'Italia
Nel 1860 Gubbio fu annessa al Regno d'Italia e, per effetto del decreto Minghetti, il 22 dicembre 1860 fu distaccata dalle Marche e aggregata all'Umbria, distaccandola dalla Delegazione apostolica di Urbino e Pesaro e aggregandola alla neo-costituita Provincia di Perugia.
A seguito della depressione economica del 1873-1895, conseguente alla crisi agraria che si ebbe in Italia verso il 1880, numerosi abitanti emigrarono alla ricerca di lavoro e migliori condizioni di vita. Tale fenomeno è continuato per circa un secolo, in varie ondate condizionate dalla prima e dalla seconda guerra mondiale, per esaurirsi negli anni settanta. Le mete furono essenzialmente i paesi europei, quali ad esempio Lussemburgo, Francia, Belgio, Svizzera, Germania, i paesi dell'America del Nord (Canada e Stati Uniti) e dell'America del Sud (Argentina e Brasile), e anche Sudafrica e Australia.
Durante la seconda guerra mondiale, si verificarono nel territorio di Gubbio alcuni eccidi di civili. Il primo episodio riguarda l'uccisione di tre giovani ebrei livornesi il 27 marzo 1944 catturati durante un rastrellamento nella frazione di Villamagna dove vivevano nascosti con le loro famiglie. Di dimensioni ancor più tragiche quanto avvenne il 22 giugno 1944. A seguito dell'assassinio di un ufficiale medico germanico e del ferimento di un altro in un bar cittadino, i tedeschi attuarono una feroce rappresaglia, rastrellando e successivamente trucidando, a colpi di mitragliatrice, 40 cittadini innocenti, nei pressi della chiesa della Madonna del Prato, dove oggi un mausoleo ricorda i 40 martiri. Inoltre, per circa trenta giorni, fino al 25 luglio 1944, giorno della liberazione, la città fu duramente bombardata dalle artiglierie tedesche che, dai monti circostanti, battevano la vallata per contrastare l'avanzata delle truppe di liberazione.

### Simboli

Il gonfalone comunale

Lo stemma e il gonfalone sono stati riconosciuti con Decreto del Capo del Governo (DCG) del 20 settembre 1934.
Il gonfalone è un drappo di rosso.

## Monumenti e luoghi d'interesse

### Architetture religiose

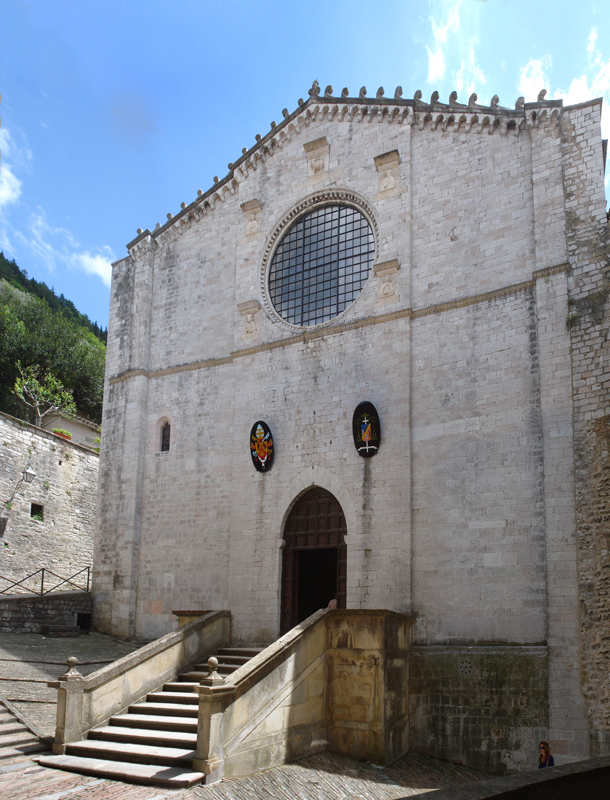
La Cattedrale dei Santi Mariano e Giacomo

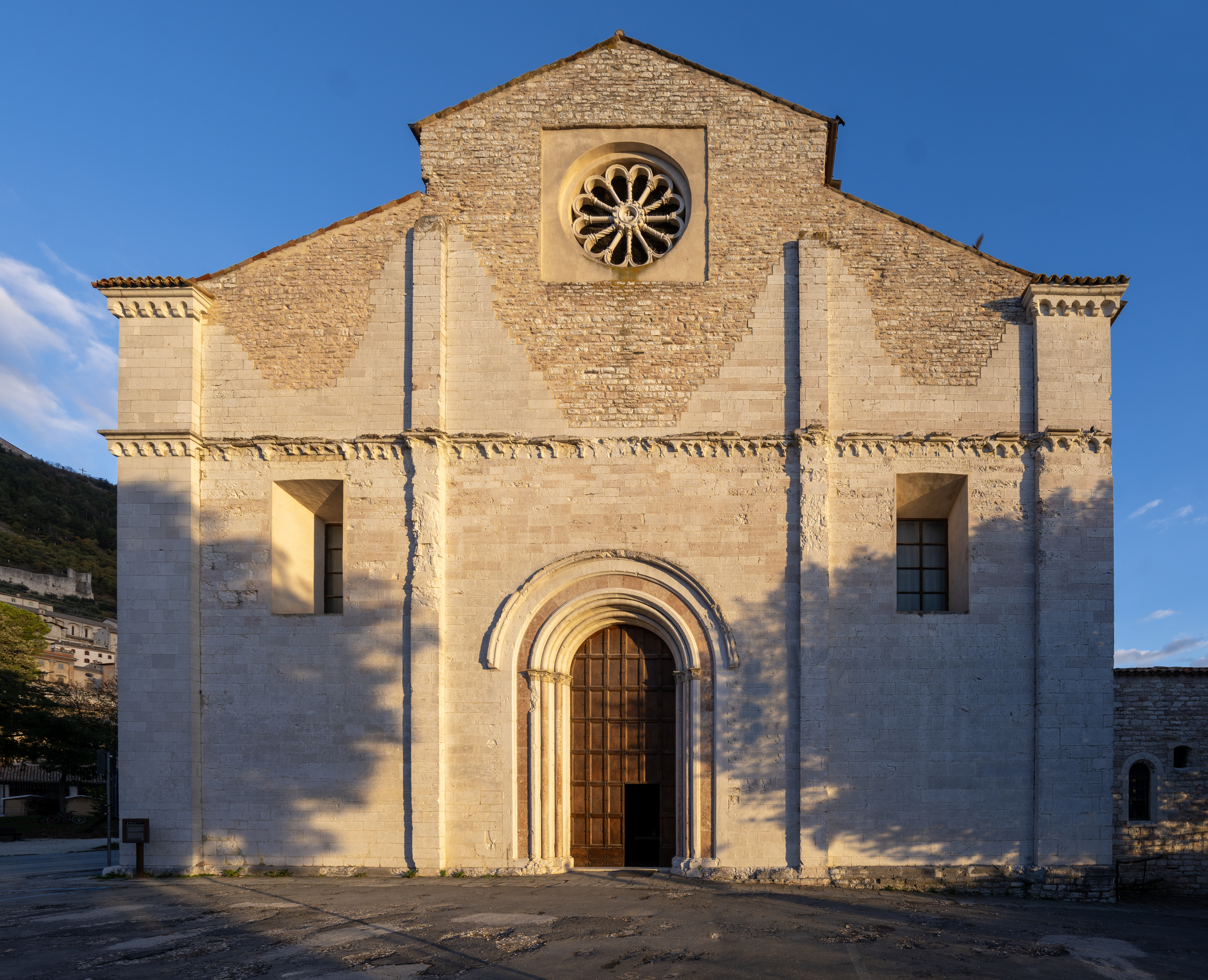
Chiesa di San Francesco

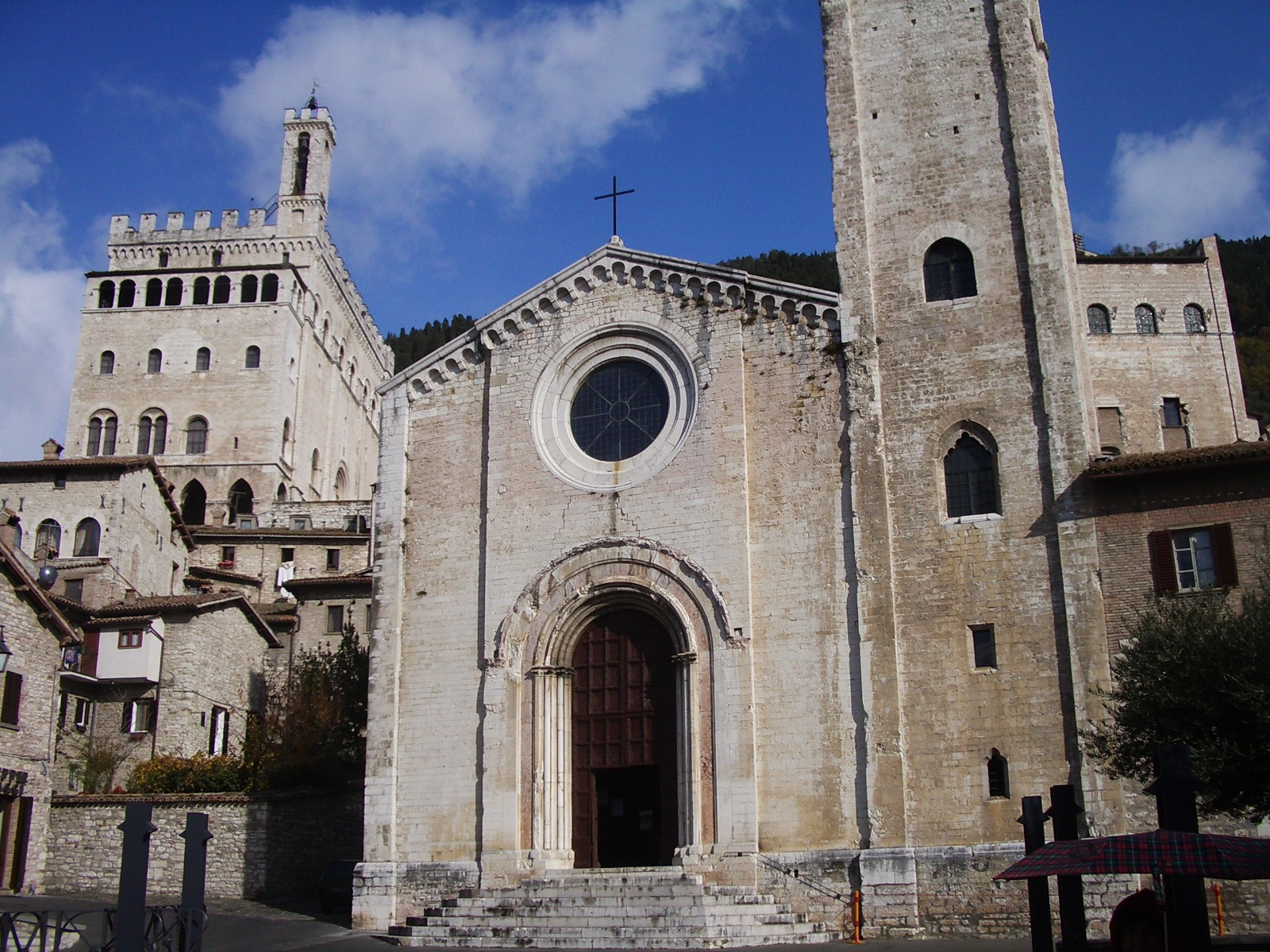
La chiesa di San Giovanni

- Duomo di Gubbio. Dedicato ai protomartiri cristiani Mariano e Giacomo, fu costruito su progetto di Giovanni da Gubbio a partire dal 1190 sull'area concessa dal vescovo Bentivoglio. Completata nel 1229 e ampliata una prima volta nel 1336 e una seconda a metà del XVI secolo, ha una facciata molto semplice, caratterizzata da una scalinata e un rosone attorniato dai simboli dei quattro evangelisti e dall'agnello mistico, appartenenti alla primitiva cattedrale.
- Chiesa di San Francesco. La chiesa fu costruita nella seconda metà del XIII secolo presso il fondaco della famiglia Spadalonga, che avrebbe accolto San Francesco d'Assisi dopo il suo abbandono della casa paterna. La chiesa è probabilmente opera dell'architetto frà Bevignate da Perugia, anche se la sua attribuzione è ancora oggetto di discussione.
- Chiesa di San Domenico. La chiesa fu fondata sulla più antica chiesa di San Martino, esistente da prima del 1180, quando i domenicani si insediarono a Gubbio nel vicino convento (principio del XIV secolo). Fu modificata nel XVI e nel XVIII secolo, ma la facciata rimase incompiuta. L'abside è sorretta da torrioni angolari. Nell'interno fu sepolto Mastro Giorgio Andreoli e tra altre opere d'arte, sono nelle prime cappelle a destra e a sinistra importanti affreschi tardogotici, come quelli nella seconda cappella sinistra di Ottaviano Nelli con le Storie di san Pietro martire, dipinti con l'intervento della bottega nel 1445. La sesta cappella sinistra fu realizzata, come si legge nella lapide in marmo nero, dai fratelli Flaminio e Giangiacomo Remosetti in memoria del padre e dello zio. L'altare reca una tela con la Maddalena penitente in meditazione di Giovanni Baglione, firmata e datata 1612.[20]
- Chiesa di San Giovanni Battista. La chiesa fu costruita fra il XIII e il XIV secolo, con ogni probabilità sul sito occupato in precedenza dal primitivo Duomo di San Mariano. La chiesa ha una facciata prettamente gotica, mentre il campanile è romanico. L'interno è costituito da una singola navata con abside quadrata, mentre il tetto è sostenuto da archi in pietra su colonne binate. Molti degli affreschi originari sono andati perduti; rimangono solo alcuni frammenti di una Santa Caterina d'Alessandria e di uno Sposalizio mistico di Santa Caterina. Questa chiesa è famosa anche per aver ospitato il set della fiction di Rai 1 Don Matteo per molti anni.
- Chiesa della SS. Trinità detta della Misericordia. La Confraternita della Misericordia sorse nel 1538 con scopi religiosi e assistenziali e nel 1590 i Confratelli costruirono la chiesa e l’oratorio annesso. La piccola sala voltata è adornata da decorazioni a stucco mentre i dipinti murali sono di Francesco Allegrini, che ha dipinto anche la tela della cimasa dell’altare[21]. Gli ovati sono di autori diversi tra i quali Gaetano Lapis. All’interno è posto l’Oratorio dei Confratelli, decorato da stucchi, da dipinti su tela e da paramenti lignei.
- Chiesa di San Marziale. Già esistente in epoca alto medievale, viene documentata fino al XII secolo come Chiesa di Sant’Andrea. Dal 1533, si trova inglobata fra le mura del Monastero di San Marziale, da cui deriva il nuovo nome. Lo stile dell’edificio è romanico, caratterizzato ulteriormente dalla tipica pietra faccia a vista del territorio umbro.
- Chiesa di San Francesco della Pace (o dei Muratori)[22]. Costruita nella prima metà del sec. XVII dall'Università dei Muratori nel luogo in cui, secondo la tradizione, si trovava la grotta ove visse il lupo di Gubbio. All'interno è visibile la pietra su cui si dice che avvenne il patto di pace tra San Francesco d'Assisi e il lupo, e il coperchio del sarcofago in pietra della presunta sepoltura dell'animale in questione. Nella chiesa sono inoltre conservate le statuette di Sant'Ubaldo, San Giorgio e Sant'Antonio abate collocate in cima ai Ceri nella celebre festa del 15 maggio.
- Chiesa di Sant'Agostino. La chiesa, ricca di opere d'arte, conserva il grande ciclo affrescato di Ottaviano Nelli con il Giudizio Universale e le Storie di sant'Agostino nella cappella maggiore.
- Chiesa di Santa Maria Nuova
- Chiesa di San Pietro. La chiesa, pertinente ad un'abbazia benedettina cassinese, è esistente almeno dall'XI secolo, seppur la sua origine rimane incerta e l'edificio potrebbe essere molto più antico. Nel Cinquecento passò agli olivetani che la ristrutturarono in senso rinascimentale. La facciata mostra elementi di recupero tardo antichi e cinque archi ciechi di memoria bizantina, mentre l'interno, a navata unica con cappelle, si presenta nel suo aspetto cinquecentesco[23] e custodisce numerose opere d'arte, tra le quali, al primo altare destro, una tela con il Martirio di san Bartolomeo firmata dal senese Rutilio Manetti. Il dipinto è databile alla fine del terzo decennio del Seicento, quando il naturalismo del pittore diventa più crudo e vicino al genere per l'influsso dato dalla conoscenza dell'Hontorst, del Valentin e del Baburen. Allo stesso pittore spettano anche le tele laterali con Sant'Onofrio e San Francesco.[24]
- Chiesa di Santa Maria dei Laici. Edificata nel 1313, fu ampliata su disegno di Francesco Allegrini[25]. Conserva tra le altre opere il ciclo pittorico con storie mariane di Felice Damiani. L'altare maggiore è un pregevole contesto barocco, completato ai lati da due tele di Antonio Gherardi, la Natività della Vergine, del 1692 e l'Adorazione dei Magi, del 1693[26]. A metà della navata è un'Annunciazione di Federico Barocci completata da Ventura Mazza. Nel sito sono spesso ospitate mostre di artisti contemporanei.
- Chiesa di Santa Maria al Corso (o dei Servi), nota anche come Collegiata di Santa Cristina. La chiesa, a navata unica, conserva dietro l'altare maggiore una pala con la Madonna col Bambino e i Santi Giovanni Battista, Ubaldo, Francesco, Carlo Borromeo ed il committente Giovanni Battista Cristini, firmata da Alessandro Brunelli.[27]
- Chiesa di Santa Croce della Foce. Già ricordata in un breve del Papa Celestino II, che nel 1143 ne confermava la proprietà alla Cattedrale, l'aspetto attuale della chiesa si deve alla ristrutturazione avvenuta tra gli anni 1642 e 1693. L’interno della chiesa, di aspetto barocco e ornato da un’organica ed elegante decorazione a stucchi, è a navata unica senza transetto con tre altari laterali per lato. Il primo altare a destra custodisce una tela con la Madonna col Bambino, i santi Sebastiano, Ubaldo, Cosma e Damiano (?) e le sante Apollonia, Agata ed Orsola, opera di Francesco Allegrini e datata 1668[28]
- Abbazia di San Secondo. L'abbazia, importante sede in antichità dei Canonici Regolari di Sant'Agostino e poi di quelli Lateranensi, è un importante luogo di memorie reliugiose eugubine, dal momento che si tramanda che Sant'Ubaldo vi ricevette i suoi primi insegnamenti. La chiesa, costruita nel XIII secolo, fu trasformata nel XVIII secolo ma conserva il coro e l'abside gotici.La facciata e il chiostro della basilica di Sant’Ubaldo

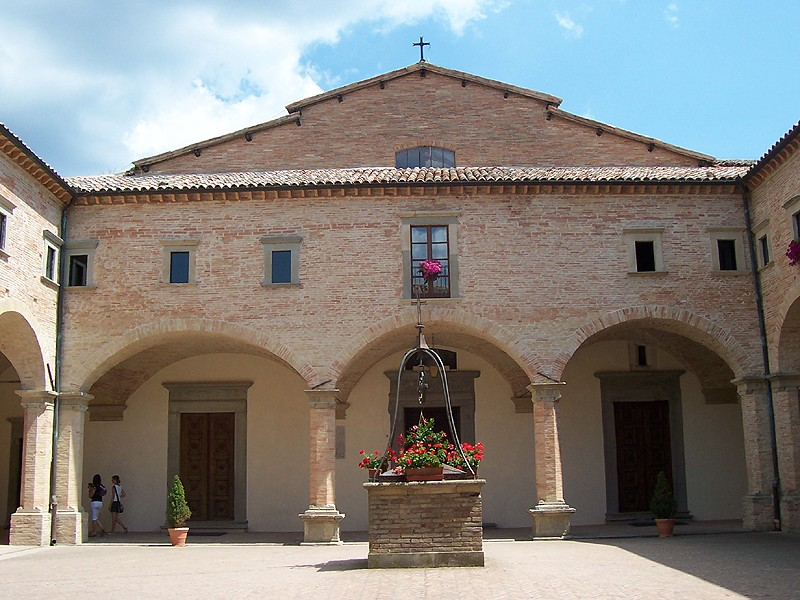
La facciata e il chiostro della basilica di Sant’Ubaldo

- Chiesa di Santa Maria della Vittorina. La costruzione originaria della piccola chiesa si fa risalire al secolo IX, nel punto in cui gli eugubini avevano battuto i saraceni. Per questo era stata chiamata Vittorina. All'interno le pareti dell'unica navata vengono arricchite, nel quattrocento, con decorazioni a fresco, mentre sono seicenteschi i 14 quadretti con le storie della Madonna. Nel 1213 il beato Villano, vescovo della città, concesse ai frati francescani di stabilire la loro sede nell'antica chiesa. La tradizione vuole che qui San Francesco d'Assisi ammansisce con il segno della croce il lupo feroce che atterriva gli abitanti del contado di Gubbio intorno al 1222.
- Basilica di Sant'Ubaldo. La basilica, posta sulla cima del monte Ingino a 827 m s.l.m., custodisce il corpo del santo patrono di Gubbio, sant'Ubaldo, da cui prende nome.
- Chiesa di San Francesco di Paola o chiesa di San Felicissimo. Situata alle spalle del cimitero comunale, la piccola chiesa risale al X-XI secolo ed ha una semplice struttura a navata unica.
- Chiesa di San Martino al Colle. Sorta intorno al 1321, fu dipendente da San Bartolo di Petroio; nel 1513, venne unita alla parrocchia di Santa Maria di Narzelle per ordine di papa Leone X, affidandola alle parrocchie unite ai Canonici Regolari di Sant'Ubaldo. Nel 2016 venne realizzata presso la parrocchia una cappella dedicata alla piccola Sara Mariucci ed alla Madonna Morena.

### Architetture civili

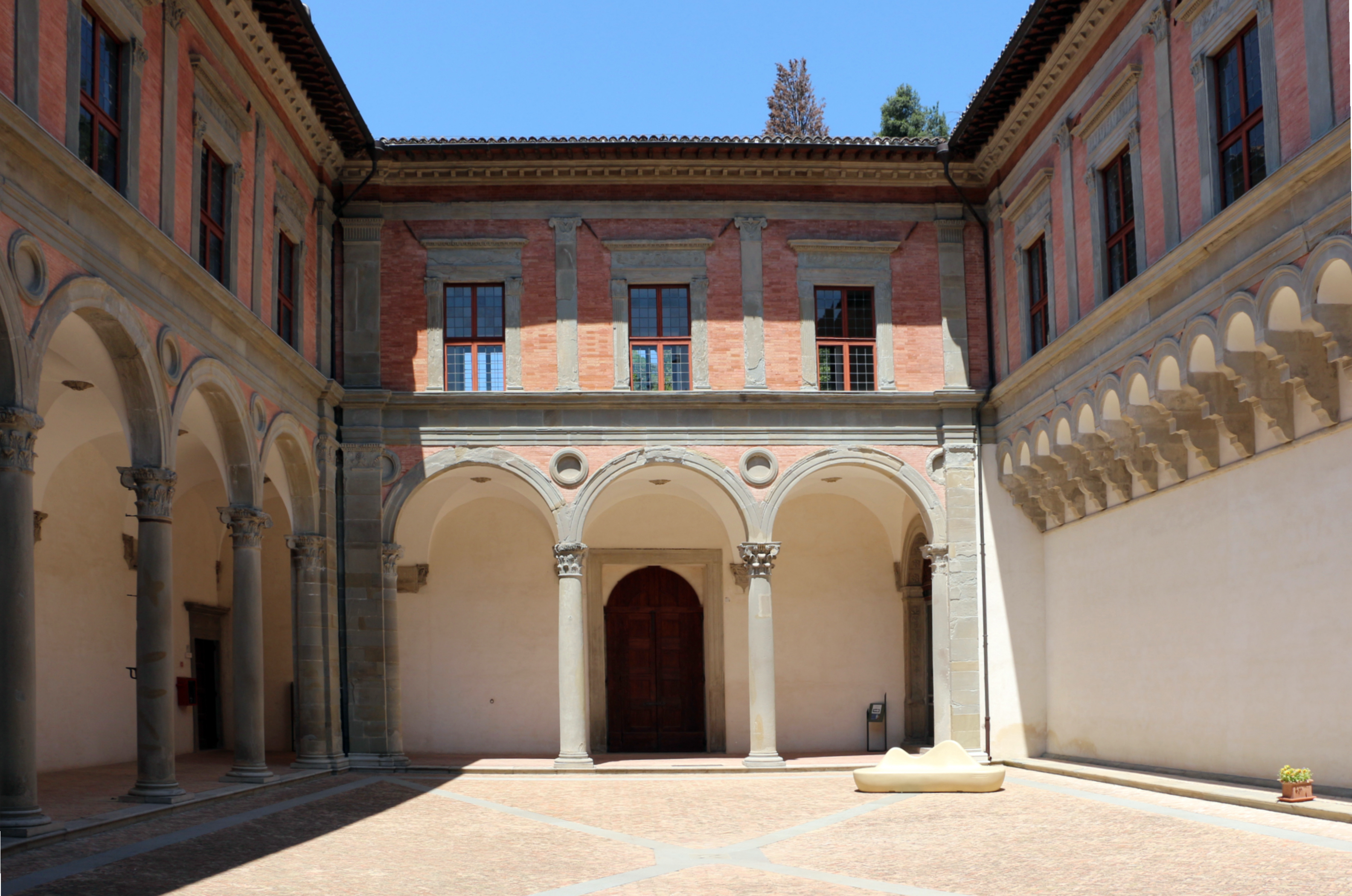
Il cortile del Palazzo Ducale.

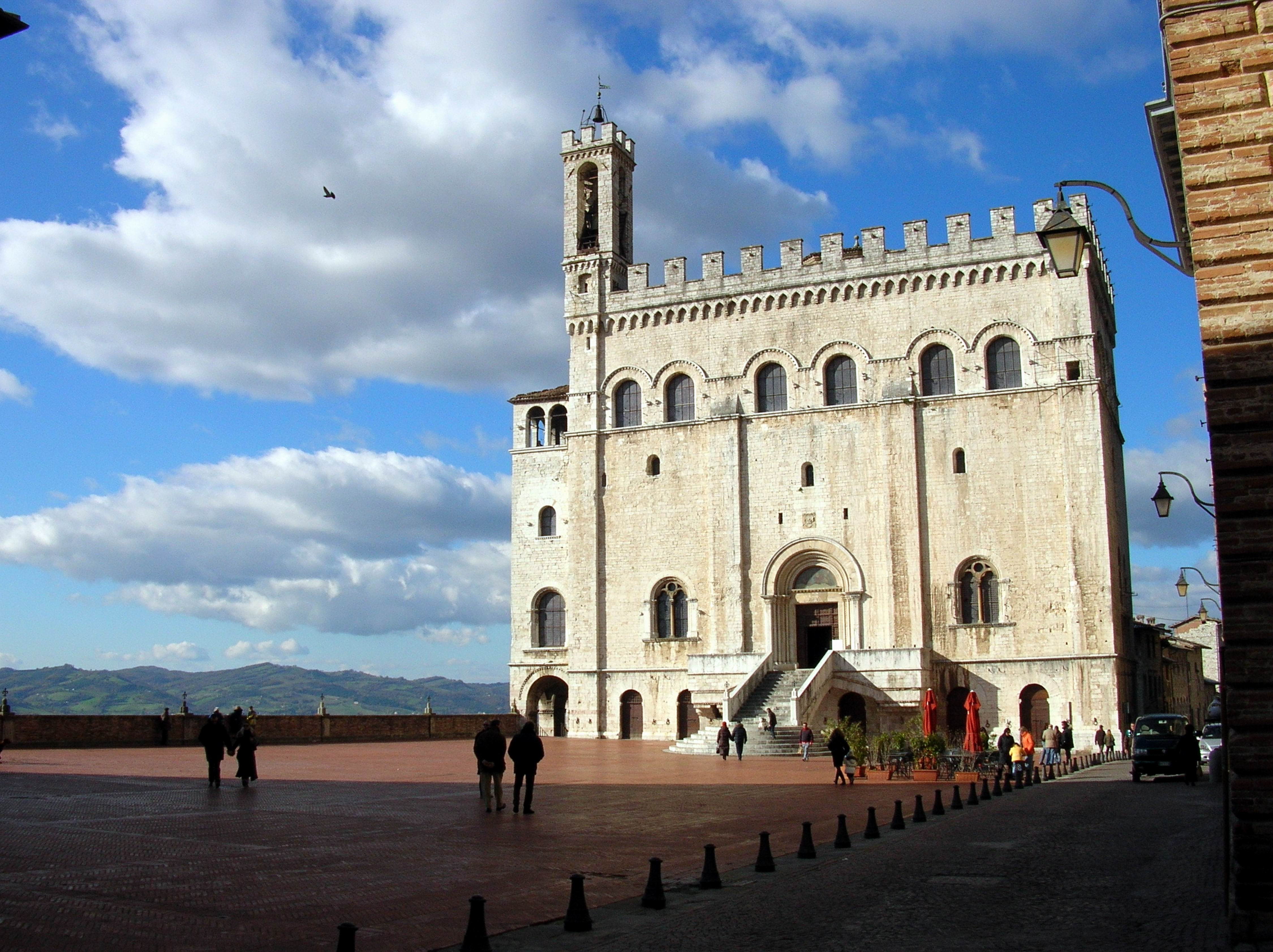
Il Palazzo dei Consoli visto da Piazza Grande.

- Palazzo dei Consoli fu fatto costruire nel XIV secolo dal governo della città, che in questo modo voleva testimoniare la grandezza e la potenza raggiunta dalla città. Il palazzo, in stile gotico, dal 1901 è sede del museo civico che, tra le altre cose, custodisce le preziosissime Tavole eugubine.
- Palazzo Pretorio. Il Palazzo Pretorio si trova in Piazza della Signoria, detta Piazza Grande di Gubbio, proprio di fronte al Palazzo dei Consoli. La sua costruzione iniziò nel 1349 e proseguì fino al XVII secolo, senza mai giungere al completamento. In origine il palazzo aveva tre vaste sale sovrapposte, ognuna con volta a crociera che poggia su un unico pilastro centrale. Attualmente è la sede del comune di Gubbio.
- Palazzo Ducale. All'interno del palazzo si trovava lo studiolo del Duca, con soffitto a cassettoni e pareti coperte da splendide tarsie lignee. Lo studiolo venne realizzato fra il 1479 e il 1482 dalla bottega fiorentina di Giuliano da Maiano, su disegni di Francesco di Giorgio Martini; l'intero ambiente è stato venduto nel 1939 al Metropolitan Museum di New York.
- Palazzo del Capitano del Popolo. Il Palazzo sorge nel quartiere di San Martino, risale al XIII secolo e appartenne per un certo periodo di tempo alla famiglia Gabrielli. Ospita ora una piccola mostra con alcuni strumenti di tortura.
- Palazzo del Bargello. Tipico esempio di architettura gotica a Gubbio. Sorge nella suggestiva via dei Consoli e fu eretto nei primi anni del 1300. È sede del museo della balestra. Gubbio è tradizionalmente definita la città dei matti, riferendosi alla proverbiale imprevedibilità e ironia degli eugubini. Un’usanza tradizionale è il conferire la patente da matto a chi compie tre giri interi di corsa intorno alla cinquecentesca fontana dei matti, situata nel largo del Bargello di fronte al Palazzo, per poi ricevere il ”battesimo” dagli schizzi d'acqua della stessa.

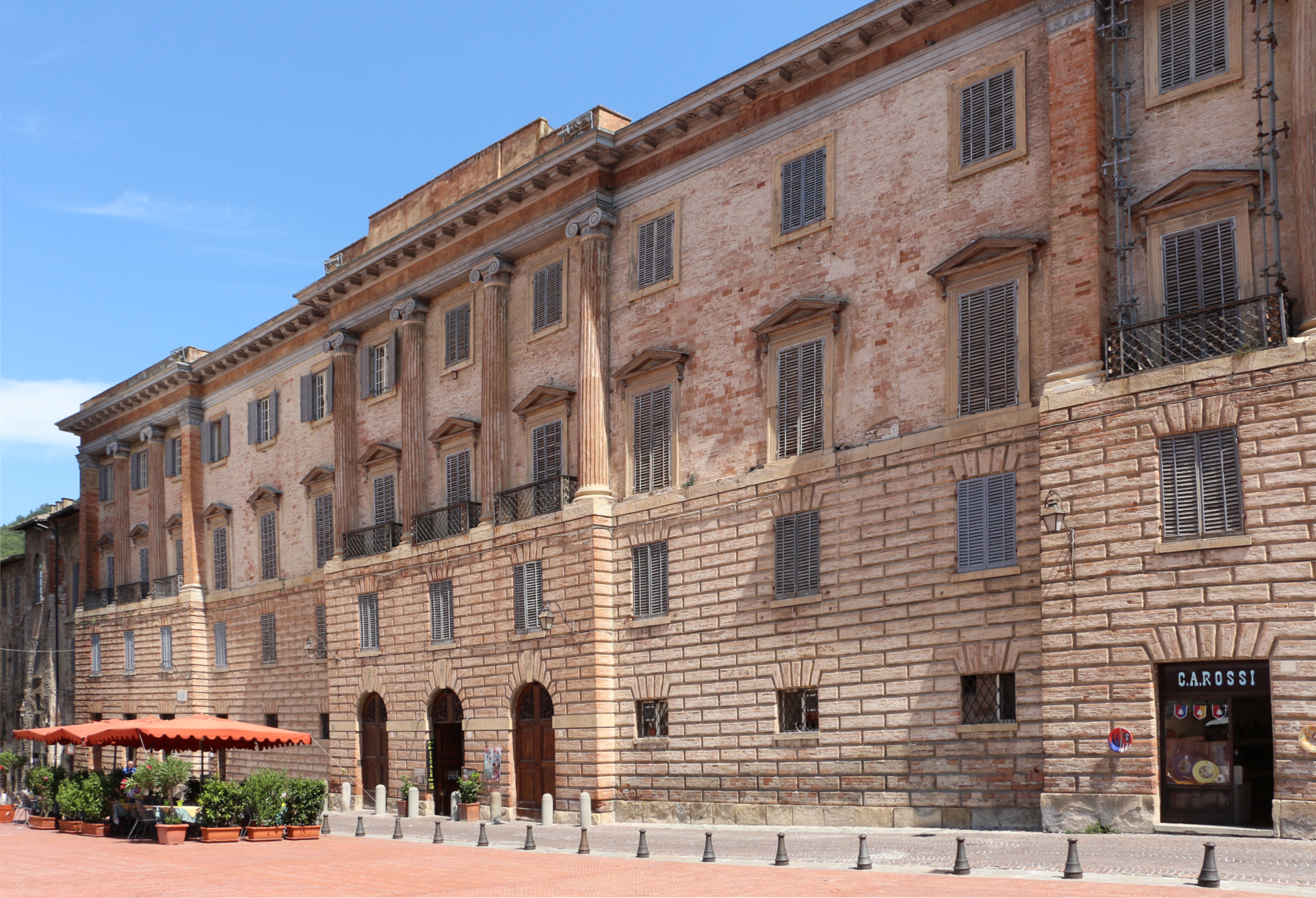
Palazzo Ranghiasci-Brancaleoni

- Palazzo Ranghiasci-Brancaleoni. Il notevole palazzo, inserto neoclassico del 1820-1841, consta di una lunga facciata a tre avancorpi su disegno di Francesco Ranghiasci[29].
- Castello di Petroia. Nel 1422 vi nacque Federico da Montefeltro, futuro Duca di Urbino; l'intero complesso ospita una struttura alberghiera.
- Castello di Baccaresca. Se ne hanno notizie a partire dal XII secolo. Nel 1993 è stato acquistato dagli attuali proprietari che, dopo averlo restaurato, l’hanno trasformato in un relais.[30]
- Castello di Piazza, risalente al XII secolo.
- Castello di Biscina, sec XII
- Castello della Branca, sec XII
- Castello di Carbonana, sec XII
- Castello di Castiglione Ildebrandi sec. XI
- Castello di Colmollaro, notizie
- Castello di Vallingegno, notizie dal sec XIV

### Siti archeologici
Teatro romano
Appena oltre le mura romane, si trova il teatro romano, risalente al I secolo a.C. Costruito tra il 55 e il 27 a.C., una lapide qui ritrovata menziona una serie di lavori fatti in epoca augustea da Gneo Satrio Rufo, quattuorviro di Gubbio. Sono ben conservate le arcate inferiori, parte di quelle superiori, la cavea (che poteva contenere anche 6.000 spettatori) e la scena con nicchie curve e rettangolari.

Scavi e conseguenti opere di recupero e restauro si sono succedute fin dal Quattrocento, e hanno portato alla luce diversi mosaici di pregevole fattura. In particolare un grande emblema rappresentante un leone che attacca un leopardo fu rinvenuto a metà del Cinquecento durante la campagna di scavi promossa dai conti Gabrielli, proprietari dei terreni su cui sorge il teatro. Trasportato a Roma dal conte Girolamo Gabrielli (1513-1587), il mosaico fu sistemato prima nel giardino del suo palazzo sotto la Trinità dei Monti, e poi in una sala interna. Descritto in situ fino alla metà del Settecento, fu in seguito acquistato da Thomas Coke, I conte di Leicester per la propria residenza di Holkham Hall, dove tuttora si trova.
Antiquarium
Vicino al teatro romano si trova un piccolo ma ricco museo archeologico, costruito sui resti di una domus con bei pavimenti mosaicati, che custodisce interessanti reperti, provenienti da varie zone di Gubbio, riferibili ad epoca preromana (fase umbra) e romana. Il biglietto di 3,00 € dà diritto all'accesso al museo, al sito del teatro romano e ai mosaici della "domus del banchetto" nella vicina area Guastuglia.
Mausoleo
Si tratta di un rudere di tomba romana, localizzata nei pressi del teatro, originariamente rivestita di grossi blocchi di pietra squadrati, avente una camera sepolcrale ancora ben conservata con volta a botte e una piccola finestra. Fu ritenuta nei secoli passati come il sepolcro di Genzio, ultimo re dell'Illiria. È in realtà il mausoleo di Pomponio Grecino, prefetto di Gubbio nel I° secolo a.C.

### Gola del Bottaccione
La Gola del Bottaccione è un sito scientifico di rilevanza mondiale.

## Società

### Evoluzione demografica
Abitanti censiti

Il comune di Gubbio dal 2001 ad oggi un aumento di 1 347 unità, le famiglie sono 13 291 con 2,47 a componenti.

### Etnie e minoranze straniere
Al 31 dicembre 2023 la popolazione straniera era di 1.862 persone, pari al 6,16% dei residenti.

## Economia
Nel territorio di Gubbio hanno sede medie e piccole attività le cui principali fanno parte del settore turistico e dell'artigianato, quest'ultimo rinomato soprattutto per la tradizionale produzione di ceramiche (tra cui spicca il ceramista futurista Polidoro Benveduti), per la lavorazione del ferro battuto e orafa, oltreché per i laboratori di oreficeria, di intarsio, di intaglio, di scultura, di ebanisteria, di restauro, di liuteria e di modellismo. A livello industriale Gubbio, pur essendo una piccola cittadina, presenta molte aziende affermate sul mercato nazionale e internazionale per quanto riguarda principalmente il settore cementiero.

## Cultura

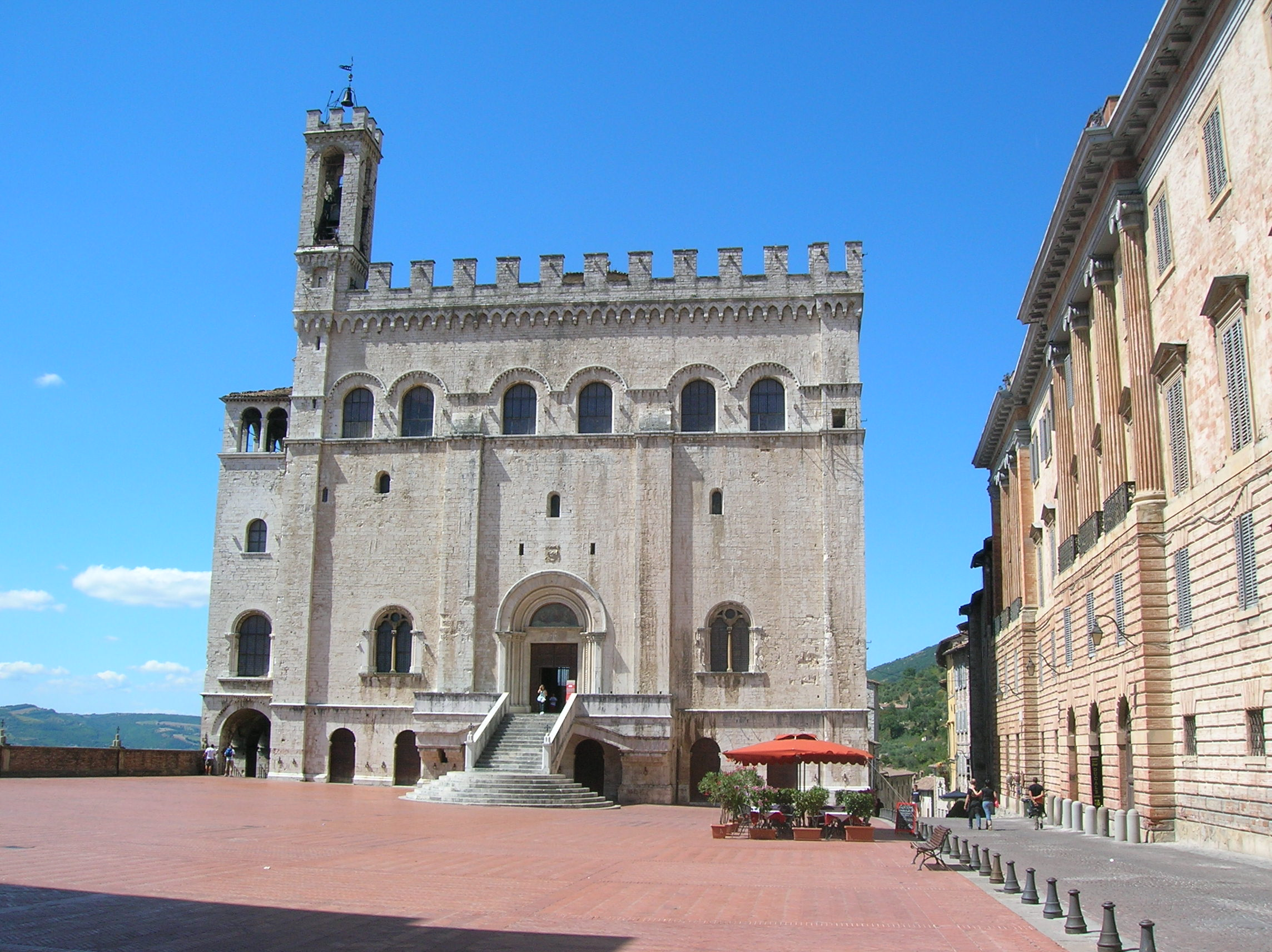
Palazzo dei Consoli

Molti scrittori hanno lasciato testimonianza su Gubbio. A partire da Dante che nel Canto XI del Purgatorio, verso 79, ricorda Oderisi l'onor d'Agobbio, Gubbio si ritrova in testimonianze di Guido Ceronetti, Gabriele D'Annunzio, Herman Hesse, Giovanni Papini, Guido Piovene, Giacomo Puccini e tanti altri.

### Istruzione
Per la prima infanzia, numerosi sono gli asili nido presenti sul territorio.
Per il Primo Ciclo d’Istruzione vi sono tre Circoli Didattici; è presente inoltre anche la Scuola Secondaria di Primo Grado “Mastro Giorgio – Nelli”.
Per quanto riguarda il Secondo Ciclo d’Istruzione troviamo due istituti: l’Istituto d’Istruzione Superiore “G. Mazzatinti” e l’Istituto d’Istruzione Superiore “Cassata Gattapone”.

### Musei
- Museo Diocesano

- Museo di Palazzo Ducale

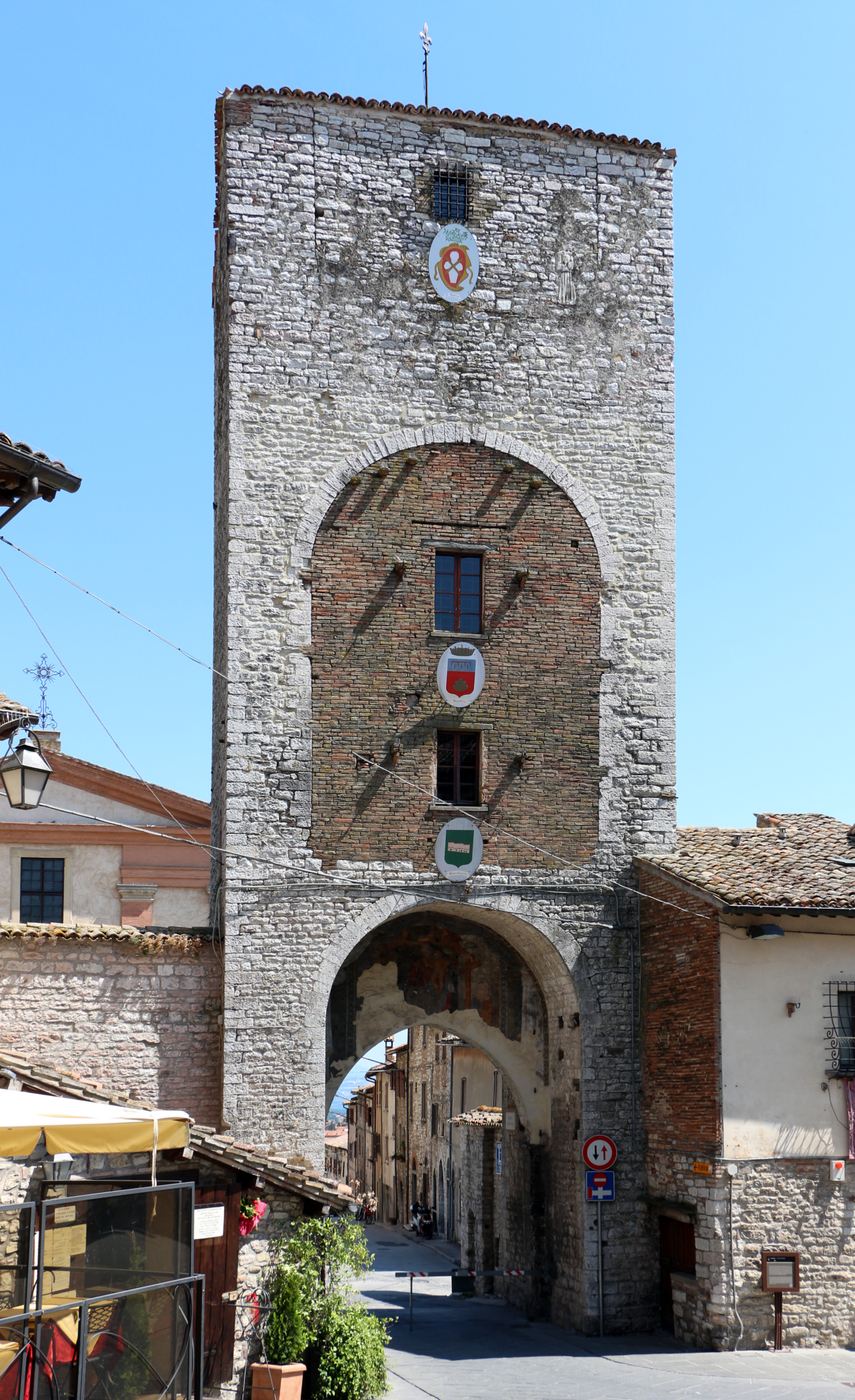
Porta Romana

- Museo civico di Palazzo dei Consoli
- Antiquarium del Teatro Romano
- Museo delle "Memorie Ubaldiane"[38]
- "I CERI - enjoy & share" | Centro promozionale e di documentazione sulla Festa dei Ceri
- Museo - Torre di Porta Romana
- Museo della Balestra presso il Palazzo del Bargello
- Museo - Laboratorio multimediale “Gola del Bottaccione | Archivio della Terra” presso il complesso monastico di San Benedetto.
- Museo  della ceramica a lustro[39].
- Museo arti e mestieri[40]
- Museo della civiltà contadina[41]
- Museo laboratorio del parco del Monte Cucco[42]

### Media

#### Televisione
Gubbio è stata fino al 2013 la sede principale delle riprese della serie televisiva Don Matteo, prodotta dalla Lux Vide in collaborazione con Rai Fiction, con Terence Hill nel ruolo del protagonista da cui prende il nome. La serie è trasmessa in Italia da Rai 1, Rai Premium e TV2000.

### Eventi
- Il 15 maggio di ogni anno vi si svolge la festa dei Ceri in onore del patrono della città, sant'Ubaldo. Tre pesanti macchine di legno vengono portate a spalla in una sorta di staffetta senza vincitori. L'ordine dei tre ceri (Sant'Ubaldo patrono di Gubbio, San Giorgio e Sant'Antonio) è sempre lo stesso.
- L'ultima domenica di maggio di ogni anno vi si svolge il palio della Balestra, evento folcloristico in onore del patrono della città, sant'Ubaldo. Durante queste «sagre delle balestre (...) si svolgono gare di tiro alla balestra, in costumi medievali, tra i tiratori di Gubbio e i tiratori di un'altra cittadina vicina, San Sepolcro».[43] «La seconda domenica di settembre a Sansepolcro, l'ultima di maggio a Gubbio, i balestrieri delle due città di incontrano per effettuare la gara di tiro con la balestra» cui «segue per le vie cittadine un corteo nei costumi ripresi dagli abbigliamenti dei personaggi di Piero della Francesca».[44]
- Dal 7 dicembre al 10 gennaio, sulle pendici del monte Ingino, viene disegnato con lampioni colorati il famoso albero di Natale più grande del mondo.
- Nel giorno di Venerdì Santo vi si celebra la processione del Cristo Morto, accompagnata dal canto del Miserere.[45]
- Nel mese di settembre viene organizzato il pellegrinaggio "sentiero di Francesco", 40 km da coprire in tre giorni per ripercorrere il percorso fatto da san Francesco d'Assisi nell'inverno tra il 1206 e il 1207.[46]
- Tra la fine di settembre e l'inizio di ottobre la città ospita il "festival del Medioevo", manifestazione culturale incentrata sulla divulgazione storica e caratterizzata da lezioni magistrali, incontri con gli autori e “faccia a faccia” tra storici e saggisti. Propone inoltre mostre, mercati, una fiera del libro medievale, film, rievocazioni storiche, spettacoli, concerti, laboratori per bambini, erbari, giochi di ruolo e visite culturali guidate.[47]

### Lingue e dialetti
Il dialetto eugubino appartiene al gruppo dialettale mediano italiano; è dotato inoltre di cospicui influssi galloitalici ed ha in aggiunta fortemente influenzato, per motivi storici, i vicini centri marchigiani di Cantiano, Pergola, Serra Sant'Abbondio e Frontone, ovvero le uniche zone della Provincia di Pesaro-Urbino dove oggi non si parlano i dialetti gallo-piceni, ma bensì quelli di origine umbra.

## Geografia antropica

### Frazioni
Il Comune di Gubbio è tra i più estesi d'Italia per superficie e comprende le seguenti frazioni:
Belardello, Bellugello, Belvedere, Birello, Bevelle, Biscina, Borgo Torre, Branca, Caibelli, Caicambiucci, Caimariotti, Caisabatini, Camporeggiano, Canalecce, Carbonesca, Carestello, Carpiano, Casacce, Casamorcia, Casanova di Torre, Case Colle, Case Fontarcano, Case Mocaiana, Case Monteleto, Case Santa Maria Maddalena, Case Sant'Erasmo, Case Vignoli, Cima San Benedetto, Cipolleto, Colombara, Colonnata, Colpalombo, Corraduccio, Decima, Febino Casacce, Ferratelle, Fontanelle, Fonte Cese, Fonte della Salsa, Ghigiano, Goregge, Intonacato Basso, Lastreto, Le Trosciacce, Loreto Basso, Madonna del Ponte, Mengara, Mocaiana, Molino di Camporeggiano, Montanaldo, Monteleto, Montelovesco, Monteluiano, Morena, Murcie, Nerbisci, Nogna, Padule, Padule - San Marco, Palazzaccio, Petazzano, Petroia, Piaggiola, Pian Grande, Piccola Piaggiola, Pieve di Agnano, Pisciano, Ponte D'Assi, Raggio, Raggioli, Ritirata, Salia, Salia Parrocchia, San Bartolo, San Bartolomeo, San Bartolomeo di Burano, San Benedetto Vecchio, Santa Maria di Burano, San Cristoforo Basso, San Marco, San Martino in Colle, Santa Cristina, Santa Margherita di Burano, Sant'Ubaldo, San Vittorino, Scritto, Semonte, Semonte Castello, Serrabrunamonti, Sorbo, Spaccio Monteluiano, Spada, Stazione di Camporeggiano, Stazione di Padule, Torre Calzolari, Torre dell'Olmo, Troppola, Valderchia, Valdichiascio, Vallingegno, Venata, Vignoli, Villamagna, Zangolo, Zappacenere.

## Infrastrutture e trasporti
Tre livelli della città sono collegati con ascensori pubblici e una funivia a due posti collega Gubbio (532 m) alla Basilica di Sant'Ubaldo (803 m).

### Ferrovie
La città è servita dalla stazione di Fossato di Vico-Gubbio situata a Fossato di Vico; fino al 1945 era in funzione anche la Ferrovia Appennino Centrale a scartamento ridotto che partiva da Arezzo e arrivava fino a Fossato di Vico e a Gubbio aveva la sua stazione ferroviaria situata in via Beniamino Ubaldi 2, oggi completamente demolita.

## Amministrazione

### Sindaci dal 1946
| Sindaci eletti dal Consiglio comunale (1946-1993)    | Sindaci eletti dal Consiglio comunale (1946-1993) | Sindaci eletti dal Consiglio comunale (1946-1993) | Sindaci eletti dal Consiglio comunale (1946-1993) | Sindaci eletti dal Consiglio comunale (1946-1993) | Sindaci eletti dal Consiglio comunale (1946-1993) | Sindaci eletti dal Consiglio comunale (1946-1993) | Sindaci eletti dal Consiglio comunale (1946-1993) | Sindaci eletti dal Consiglio comunale (1946-1993) |
| Nominativo                                           | Nominativo                                        | Partito                                           | Partito                                           | Partito                                           | Partito                                           | Mandato                                           | Mandato                                           | Elezione                                          |
| Nominativo                                           | Nominativo                                        | Partito                                           | Partito                                           | Partito                                           | Partito                                           | Inizio                                            | Fine                                              | Elezione                                          |
| ---------------------------------------------------- | ------------------------------------------------- | ------------------------------------------------- | ------------------------------------------------- | ------------------------------------------------- | ------------------------------------------------- | ------------------------------------------------- | ------------------------------------------------- | ------------------------------------------------- |
| 1                                                    | Fernando Nuti                                     |                                                   | Partito Socialista Italiano                       | Partito Socialista Italiano                       | Partito Socialista Italiano                       | 1946                                              | 1952                                              | 1946                                              |
| 2                                                    | Giuseppe Bei Clementi                             |                                                   | Partito Comunista Italiano                        | Partito Comunista Italiano                        | Partito Comunista Italiano                        | 1952                                              | 1956                                              | 1952                                              |
| 2                                                    | Giuseppe Bei Clementi                             | 1956                                              | Partito Comunista Italiano                        | Partito Comunista Italiano                        | Partito Comunista Italiano                        | 1960                                              | 1956                                              |                                                   |
| 3                                                    | Fernando Nuti                                     |                                                   | Partito Socialista Italiano                       | Partito Socialista Italiano                       | Partito Socialista Italiano                       | 1960                                              | 1965                                              | 1960                                              |
| 4                                                    | Giuseppe Bei Clementi                             |                                                   | Partito Comunista Italiano                        | Partito Comunista Italiano                        | Partito Comunista Italiano                        | 1965                                              | 1968                                              | 1964                                              |
| -                                                    | Mario Tria                                        | Commissario prefettizio                           | Commissario prefettizio                           | Commissario prefettizio                           | Commissario prefettizio                           | 1968                                              | 1968                                              | -                                                 |
| -                                                    | Salvatore Ricceri                                 | Commissario prefettizio                           | Commissario prefettizio                           | Commissario prefettizio                           | Commissario prefettizio                           | 1968                                              | 1968                                              | -                                                 |
| 5                                                    | Pier Luigi Neri                                   |                                                   | Partito Comunista Italiano                        | Partito Comunista Italiano                        | Partito Comunista Italiano                        | 1968                                              | 1973                                              | 1968                                              |
| 5                                                    | Pier Luigi Neri                                   | 1973                                              | Partito Comunista Italiano                        | Partito Comunista Italiano                        | Partito Comunista Italiano                        | 1975                                              | 1973                                              |                                                   |
| 6                                                    | Sanio Panfili                                     |                                                   | Partito Comunista Italiano                        | Partito Comunista Italiano                        | Partito Comunista Italiano                        | 1975                                              | 1973                                              | 1979                                              |
| 6                                                    | Sanio Panfili                                     | 1979                                              | Partito Comunista Italiano                        | Partito Comunista Italiano                        | Partito Comunista Italiano                        | 1983                                              | 1979                                              |                                                   |
| 6                                                    | Sanio Panfili                                     | 1983                                              | Partito Comunista Italiano                        | Partito Comunista Italiano                        | Partito Comunista Italiano                        | 1985                                              | 1983                                              |                                                   |
| 7                                                    | Paolo Barboni                                     |                                                   | Partito Comunista Italiano                        | Partito Comunista Italiano                        | Partito Comunista Italiano                        | 1985                                              | 1983                                              | 1988                                              |
| 7                                                    | Paolo Barboni                                     | 1988                                              | Partito Comunista Italiano                        | Partito Comunista Italiano                        | Partito Comunista Italiano                        | 1993                                              | 1988                                              |                                                   |
| Sindaci eletti direttamente dai cittadini (dal 1993) |                                                   |                                                   |                                                   |                                                   |                                                   |                                                   |                                                   |                                                   |
| Nominativo                                           | Nominativo                                        | Partito                                           | Partito                                           | Coalizione                                        | Coalizione                                        | Mandato                                           | Mandato                                           | Elezione                                          |
| Nominativo                                           | Nominativo                                        | Partito                                           | Partito                                           | Coalizione                                        | Coalizione                                        | Inizio                                            | Fine                                              | Elezione                                          |
| 8                                                    | Paolo Barboni                                     |                                                   | Partito Democratico della Sinistra                |                                                   | PDS                                               | 1993                                              | 1997                                              | 1993                                              |
| 9                                                    | Ubaldo Corazzi                                    |                                                   | Partito Democratico della Sinistra                |                                                   | PDS/DS-PPI-Lista civica                           | 1997                                              | 2001                                              | 1997                                              |
| 10                                                   | Orfeo Goracci                                     |                                                   | Partito della Rifondazione Comunista              |                                                   | PRC-FdV-Lista civica                              | 2001                                              | 2006                                              | 2001                                              |
| 10                                                   | Orfeo Goracci                                     |                                                   | Partito della Rifondazione Comunista              | PRC-FdV-Lista civica                              | 2006                                              | 2010                                              | 2006                                              |                                                   |
| 11                                                   | Maria Cristina Ercoli (Vicesindaca f.f.)          |                                                   | Partito della Rifondazione Comunista              | PRC-FdV-Lista civica                              | 2010                                              | 2011                                              | 2006                                              |                                                   |
| 12                                                   | Diego Guerrini                                    |                                                   | Partito Democratico                               |                                                   | PD-FdS-PSI-SEL-IdV                                | 2011                                              | 2013                                              | 2011                                              |
| -                                                    | Maria Luisa D'Alessandro                          | Commissario prefettizio                           | Commissario prefettizio                           | Commissario prefettizio                           | Commissario prefettizio                           | 2013                                              | 2014                                              | -                                                 |
| 13                                                   | Filippo Mario Stirati                             |                                                   | Partito Socialista Italiano                       |                                                   | Liste civiche-PSI-SEL                             | 2014                                              | 2019                                              | 2014                                              |
| 13                                                   | Filippo Mario Stirati                             |                                                   | Partito Socialista Italiano                       | Liste civiche-PSI                                 | 2019                                              | 2024                                              | 2019                                              |                                                   |
| 14                                                   | Vittorio Fiorucci                                 |                                                   | Indipendente di centro-destra                     |                                                   | Liste civiche-FdI-Lega-FI                         | 2024                                              | in carica                                         | 2024                                              |

### Enti e istituzioni
- Sezione distaccata del Tribunale Ordinario di Perugia e gli uffici del Giudice di Pace
- Sezione dell'Archivio di Stato di Perugia
- Biblioteca Comunale Sperelliana, situata nei locali dell'ex-convento di san Pietro.
- Ospedale Comprensoriale di Gubbio e Gualdo Tadino, situato presso la frazione di Branca.
- Comando Compagnia dell'Arma dei Carabinieri.
- Comando della Polizia Locale
- Sezione Distaccata dei Vigili del Fuoco.
- Coordinamento Distrettuale del Corpo Forestale dello Stato.
- Comando Tenenza della Guardia di Finanza.
- Comando della Polizia Provinciale.
- Sportello Polifunzionale della Provincia di Perugia.

### Gemellaggi
Gubbio è gemellata con le seguenti città:
- Thann[49]
- Jessup[50]
- Livinallongo del Col di Lana[51][52]
- Salon-de-Provence[53]
- Wertheim[54]
- Szentendre[55]
- Huntingdon[56][57]
- Godmanchester[56]

## Sport
Tradizionalmente lo sport più praticato e seguito in città è il calcio: l'A.S. Gubbio 1910 che attualmente milita in Serie C. Il Calcio a 5, era invece rappresentato dalla Vis Gubbio Calcio a 5 che, nel corso della sua esistenza, ha militato nel campionato di Serie A2 2020-2021, la seconda serie del campionato italiano. La pallavolo è allo stesso modo molto praticata: la squadra femminile più importante è la società Pallavolo Gubbio, che può vantare anche un suo recente passato nella Serie A2, seconda serie del campionato italiano. La pallacanestro è infine rappresentata dalla EMI Basket Gubbio, che è riuscita a conquistare nell'anno 2010 la promozione in Divisione C, mentre il tennis è simboleggiato dal Circolo Tennis Gubbio A.S.D. che, militante nel campionato regionale di serie C, nel 15 giugno 2008 è riuscito a ottenere la promozione nel campionato nazionale di Serie B.

### Impianti sportivi
- Stadio Pietro Barbetti
- Stadio Santa Maria (Fraz. Padule)
- Palestra Polivalente
- Circolo Tennis Gubbio